# Närkamp

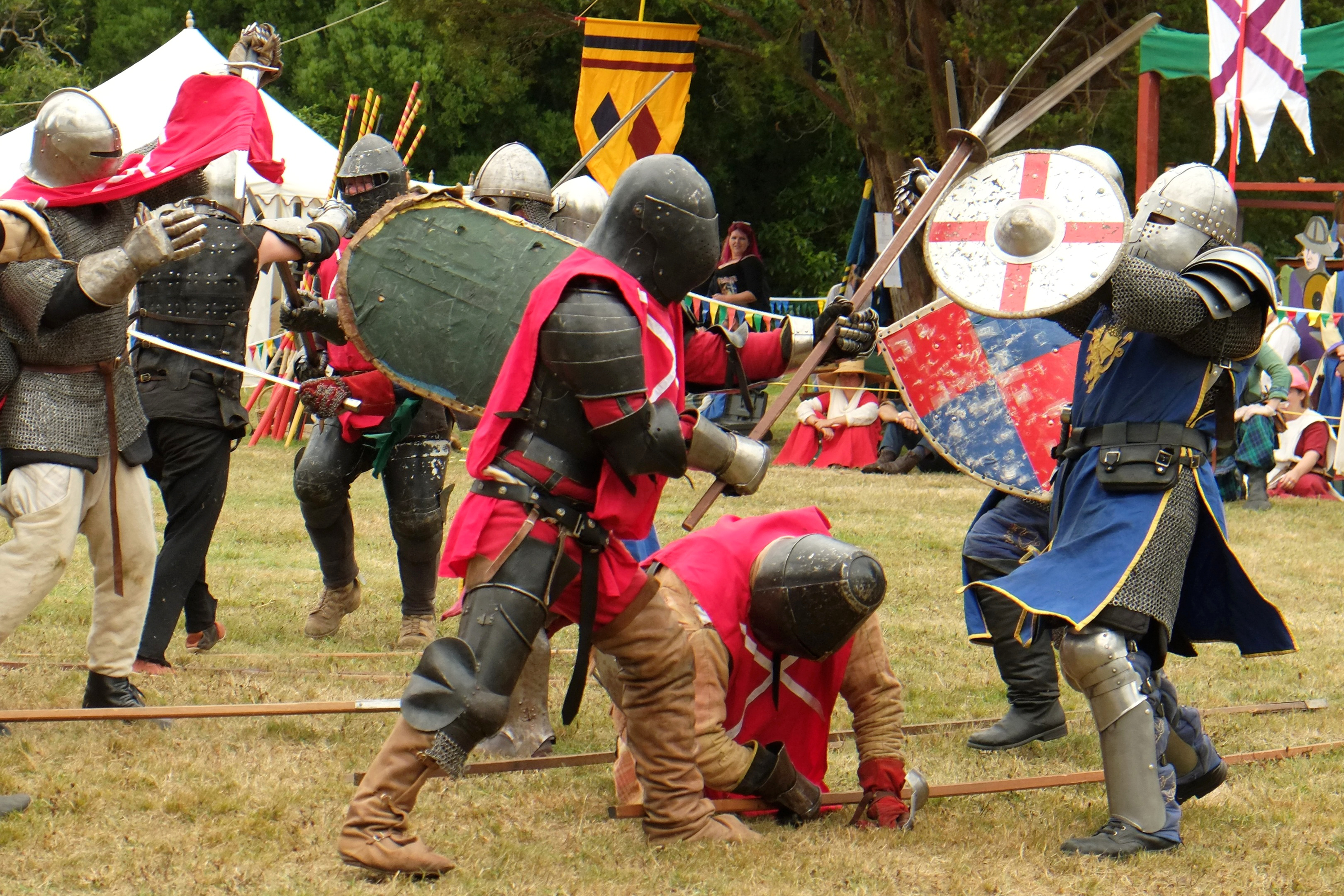
Exempel på medeltida närstrid mellan två rustade riddare.

Närkamp, handgemäng eller man mot man är närstrid som utkämpas i direktkontakt med kroppen, blankvapen eller tillhyggen, utan projektilvapen.

I modern strid förekommer närkamp vid konfrontationer då eldhandvapen ej går att tillgå av olika anledningar. Exempelvis då det personliga vapnet blivit obrukbart på grund av ammunitionsbrist eller funktionsfel. Den stridande använder då handgemäng och de tillhyggen som finns tillhands för att lösa uppgiften, defensivt om soldaten blir överfallen, offensivt om soldaten exempelvis infiltrerar och behöver agera förebyggande. Svenska försvarsmaktens handbok Soldaten i fält (SoldF) 2001 skriver följande:
Handgemäng används då striden inte längre kan genomföras med eld. Handgemäng genomförs med bajonett, slag och stötar med ditt eldhandvapen, tillhyggen som yxa och spade samt med sparkar och slag.
Som tillhygge används allt som går att tillgå vid det givna läget, som bedöms som lämpligt: tilldelat handeldvapen som slag- och stötvapen eller huggvapen om vapnet är försett med bajonett, infanterispadar, bajonetter, särskilt tilldelade stridsknivar (oftast dolkar) eller vanliga knivar.

## Svenska försvaret
Inom det Svenska försvaret har utvecklingen och forskningen inom handgemäng och närstrid till stora delar letts av Allan Mann som var en av personerna bakom "1956 års utb.anv ang Handgemäng". Allan Mann var närstridsinstruktör vid Militärhögskolan Karlberg 1951–1984 och utbildad via SOE Special Operations Executive där den huvudansvarige för närkampsutbildningen var Eric Anthony Sykes. Försvarsmakten benämner idag systemet för handgemäng närkamp, vilket sedan år 2003 är en modifierad variant av krav maga.